# Afrectopius seyrigi
Afrectopius seyrigi là một loài tò vò trong họ Ichneumonidae.